# Западен Съмърсет (община)
Община „Западен Съмърсет“ (на английски: West Somerset) е една от седемте административни единици в област (графство) Съмърсет, регион Югозападна Англия.
Населението на общината към 2008 година е 35 500 жители разпределени в множество селища на площ от 726.84 квадратни километра. Административен център на общината е село Уилитън.

## География
Община „Западен Съмърсет“, както показва името ѝ, е разположена в най-западната част на графство Съмърсет по границата с област Девън на запад и югозапад. В северна посока се простира бреговата линия към Бристълския канал, разделящ географски Англия от южната част на Уелс.
Близо две трети от територията на общината са заети от националния парк „Ексмур“.
Градове на територията на общината:
| град      | на английски | население |
| --------- | ------------ | --------- |
| Майнхед   | Minehead     | 10 330    |
| Уочет     | Watchet      | 4401      |
| Дълвертън | Dulverton    | 1630      |

## Демография
Разпределение на населението по религиозна принадлежност към 2001 година:
| религия          | на английски        | брой жители |
| ---------------- | ------------------- | ----------- |
| Християни        | Christian           | 26 662      |
| Будисти          | Buddhist            | 115         |
| Хиндуисти        | Hindu               | 13          |
| Евреи            | Jewish              | 25          |
| Мюсюлмани        | Muslim              | 48          |
| Сикхи            | Sikh                | 4           |
| Други            | Other               | 142         |
| Атеисти          | No religion         | 5111        |
| Запазена в тайна | Religion not stated | 2955        |